# Holzland (Obertaufkirchen)

Wegkreuz am Stadel Holzland 1

Holzland ist ein Ortsteil in der Gemeinde Obertaufkirchen im oberbayerischen Landkreis Mühldorf am Inn.

## Lage
Holzland liegt nördlich des Schwarzenbachs etwa 3,5 km südlich der Autobahnausfahrt 16 (Schwindegg) der Bundesautobahn A 94. Der unterhalb von Holzland 1 entspringende Bach mündet in den Schwarzenbach und fließt über den Annabrunner Bach und den Kagenbach der Isen zu.

## Bevölkerungsentwicklung
Im Jahr 1861 lebten fünf Einwohner in vier Gebäuden in der damals Polsterl in Holzland genannten Einöde. Im Jahr 1871 lebten 17 Einwohner in Holzland. Den Grabstein von Kastner Hans z´Holzland, dem Stifters des Kirchenumbaus der Kirche von Steinkirchen um 1908, findet man heute noch an der Südseite der Kirche. Seit etwa 1978 wird die Einöde Kasten dem Gemeindeteil Holzland zugerechnet. Im Mai 1987 gab es im Gemeindeteil Holzland acht Einwohner in zwei Wohngebäuden.
| Jahr                  | 1861 | 1871 | 1925 | 1950 | 1970 | 1987 |
| Einwohner in Holzland | 8    | 17   | 6    | 10   | 12   | 8    |
| Einwohner in Kasten   | 7    | 5    |      | 8    | 6    | 8    |